# Europäischer Zürgelbaum
Der Europäische Zürgelbaum oder Südliche(r) Zürgelbaum (Celtis australis) ist ein mittelgroßer Baum mit meist glatter Stammborke, derben Blättern und essbaren Steinfrüchten. Die Pflanzenart gehört zur Gattung der Zürgelbäume (Celtis), die früher der Familie der Ulmengewächse (Ulmaceae) zugerechnet wurde, nach neueren Erkenntnissen aber in die Familie der Hanfgewächse (Cannabaceae) eingeordnet wird. Er wird oft unpräzise einfach „Zürgelbaum“ genannt, obwohl der Gattung etwa 100 Arten angehören. Das natürliche Verbreitungsgebiet der Art erstreckt sich über den Süden Europas, Teile Afrikas und die Türkei. Der deutsche Name Zürgelbaum stammt aus Südtirol, wo die Früchte Zürgeln genannt und in Backwaren und für Süßspeisen verwendet werden. Das harte, aber elastische Holz wurde zur Herstellung von Musikinstrumenten, Wagenrädern und Rudern verwendet.

## Beschreibung

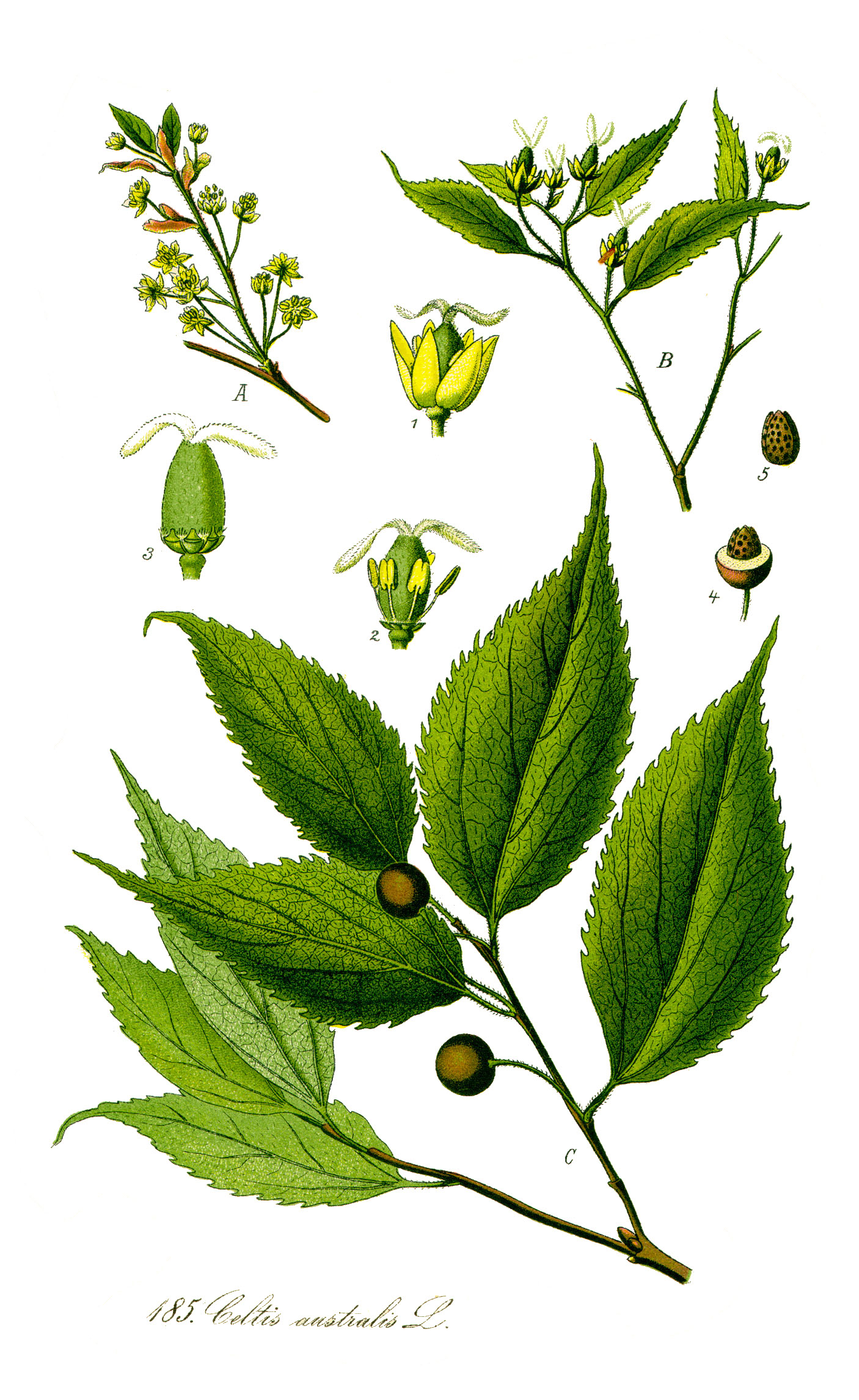
Illustration

Der Europäische Zürgelbaum ist ein laubabwerfender, 10 bis 25 Meter hoher Baum mit breit ausladender Krone. Es können kleinere Brettwurzeln vorkommen oder der Stamm ist geriffelt. Die Stammborke ist grau und glatt und reißt erst im höheren Alter schuppig auf. Die Triebe sind behaart.
Die einfachen Laubblätter sind wechselständig angeordnet. Der Blattstiel ist 5 bis 10 Millimeter lang und flaumig behaart. Die Blattspreite ist derb und etwas ledrig, elliptisch-länglich, selten ab 4, meist 7 bis 13, selten bis 20 Zentimeter lang und ab 1, meist 2 bis 4 und selten bis 6 Zentimeter breit, lang zugespitzt mit breit keilförmiger oder abgerundeter, schiefer Basis und fast bis zur Basis scharf gesägtem Blattrand. Die Blattoberseite ist dunkelgrün und durch die kurzen, steifen Haare rau, die Unterseite ist graugrün und weich behaart. Die Nebenblätter sind abfallend.
Die Blüten sind polygam-monözisch, die Pflanzen sind (funktionell) monözisch mit zwittrigen Blüten. Die Blüten erscheinen achselständig bis zu dritt (fünft) zymös, die weiblichen und zwittrigen Blüten erscheinen oft einzeln.
Die kleinen, meist funktionell eingeschlechtlichen Blüten sind zart gelb- bis blaugrün und bräunlich überlaufen sowie lang gestielt. Die einfache, bewimperte Blütenhülle ist meist fünfzählig (4–6). Es werden meist fünf kurze Staubblätter oder in den weiblichen Blüten Staminodien gebildet. Der oberständige Fruchtknoten der weiblichen und zwittrigen Blüten ist flaschenförmig, bis zu 1,4 Zentimeter lang und damit zumindest doppelt so lang wie die restliche Blüte. Die Narben sind weiß, gegabelt und federartig. Die männlichen Blüten besitzen einen Pistillode.
Die einsamigen Früchte sind kugelige, 1 bis 1,2 Zentimeter durchmessende, anfangs gelblichweiße und zur Reife violettbraune, süßliche und essbare, kahle, dünnfleischige Steinfrüchte an bis zu 3 Zentimeter langen Stielen. Der texturierte und rundliche Steinkern hat zahlreiche Vertiefungen. Der Europäische Zürgelbaum blüht von März bis Mai, die Früchte reifen im September.
Die Chromosomenzahl beträgt 2n = 40.

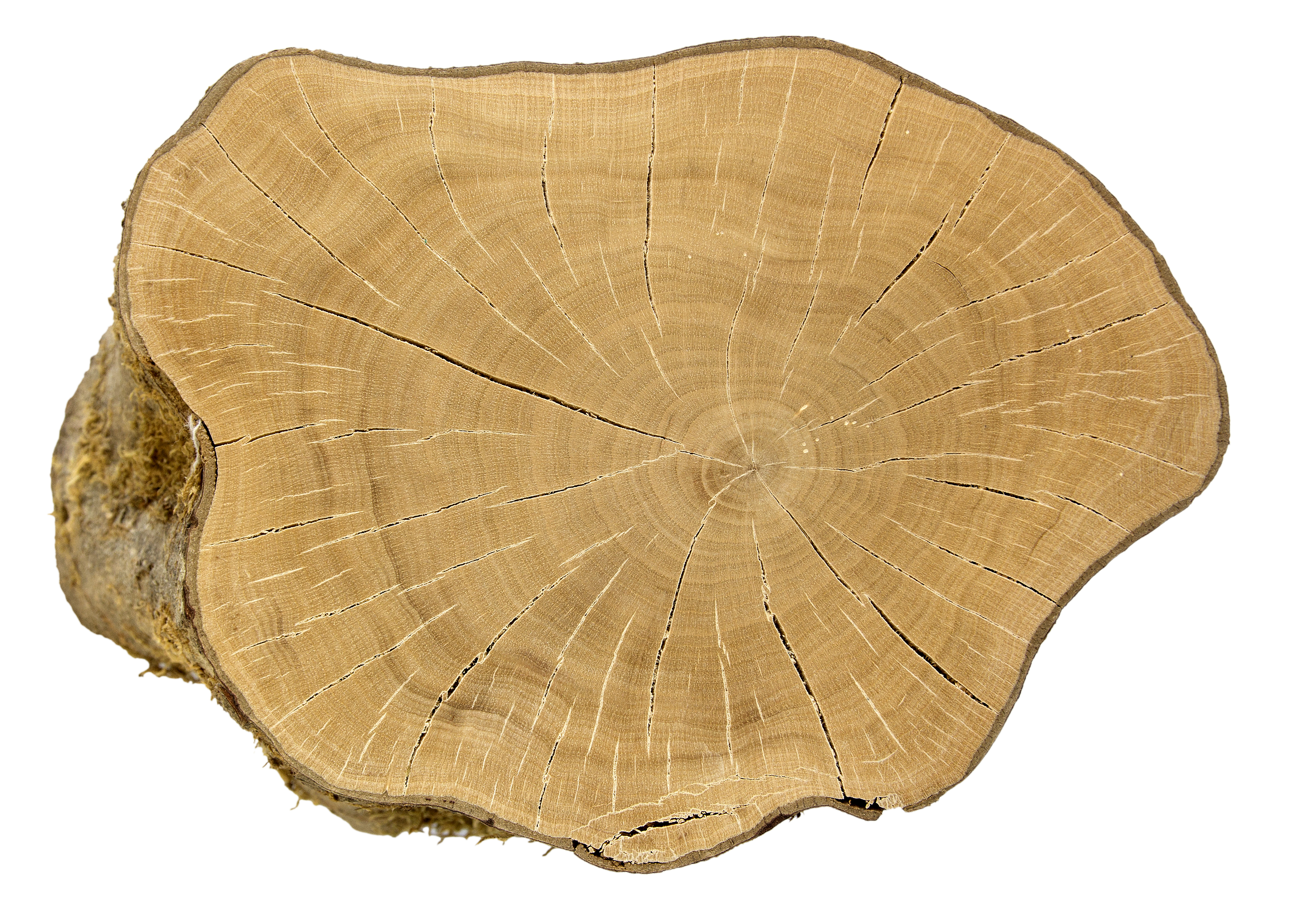
Querschnitt des Stamms
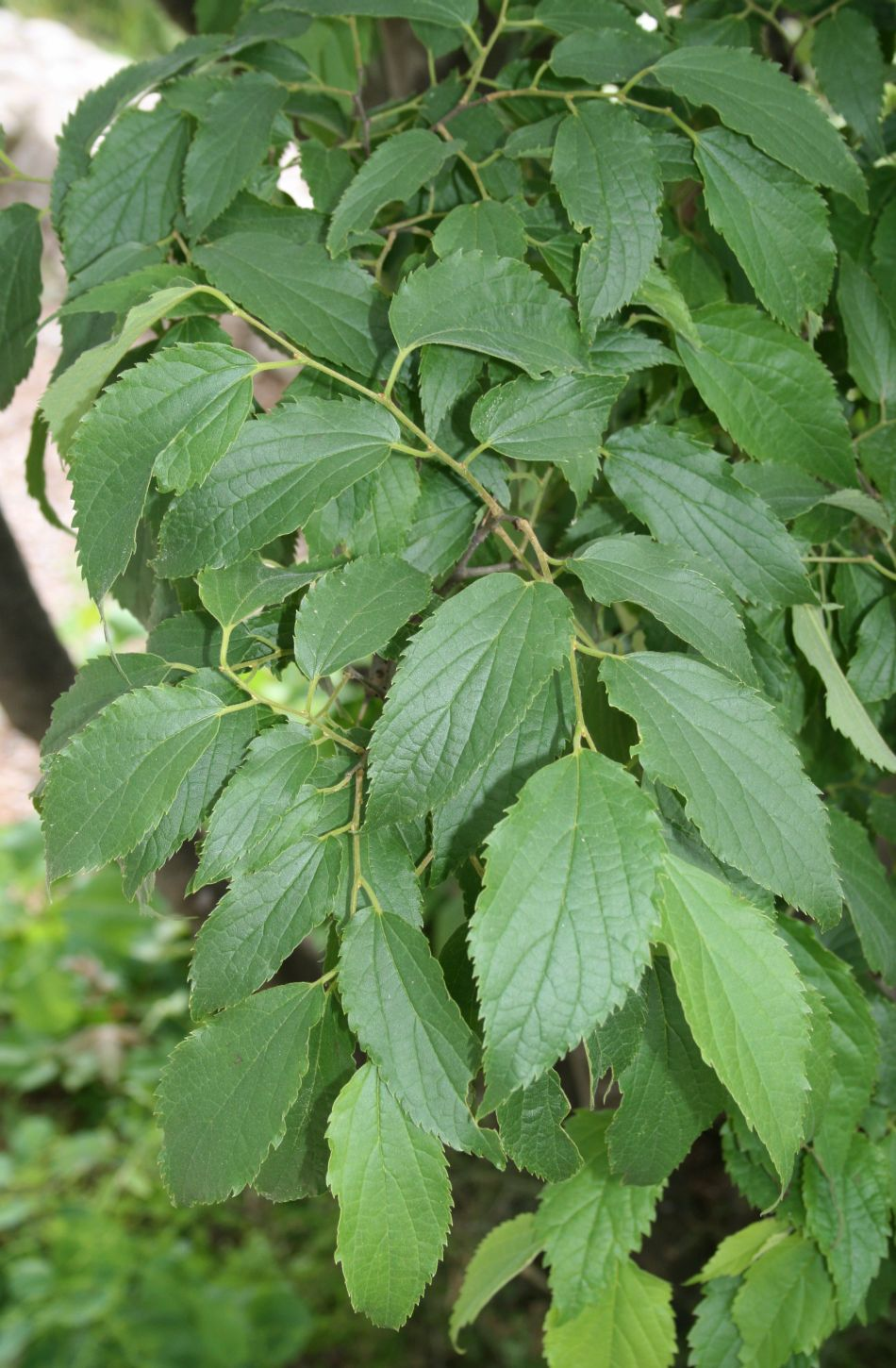
Blätter
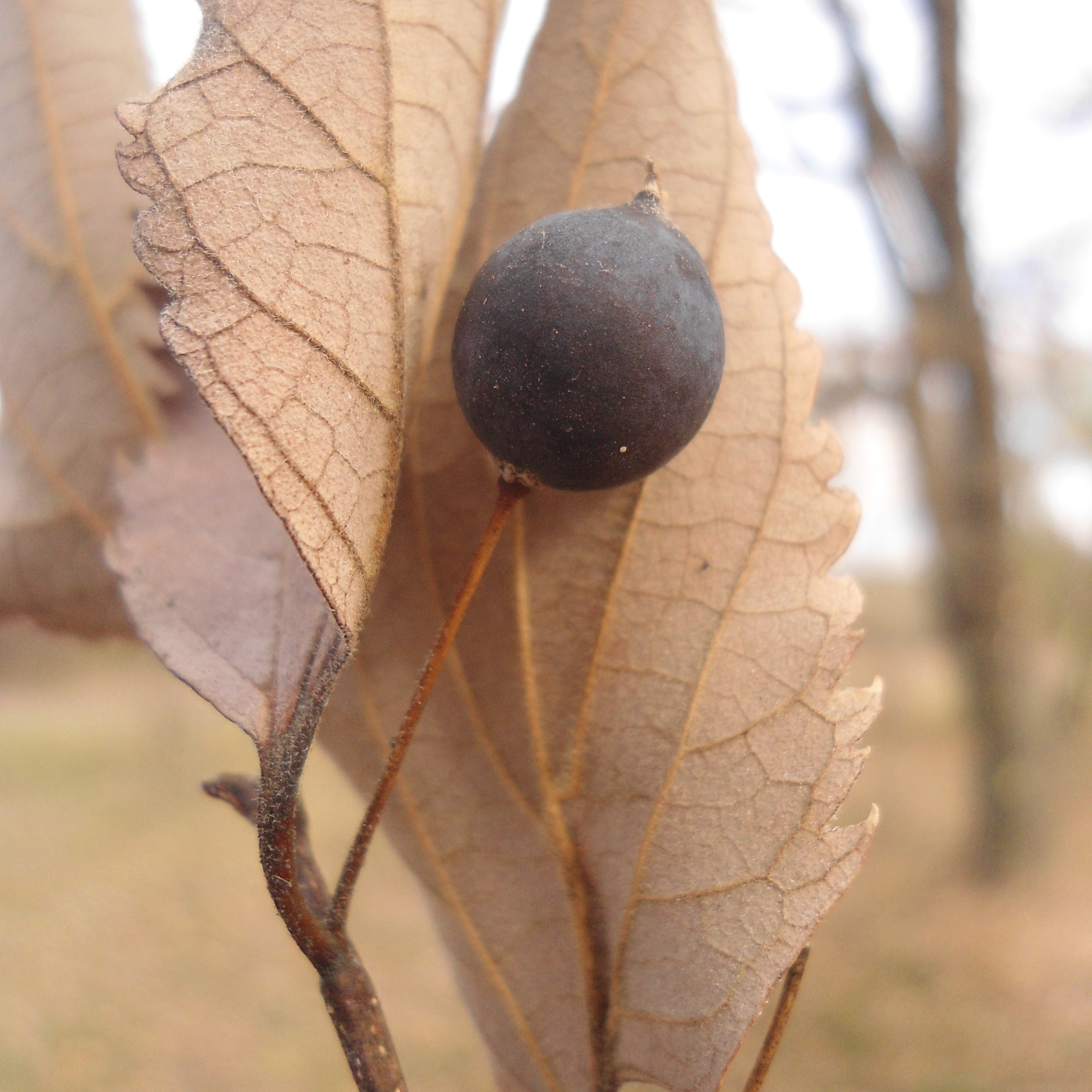
Frucht
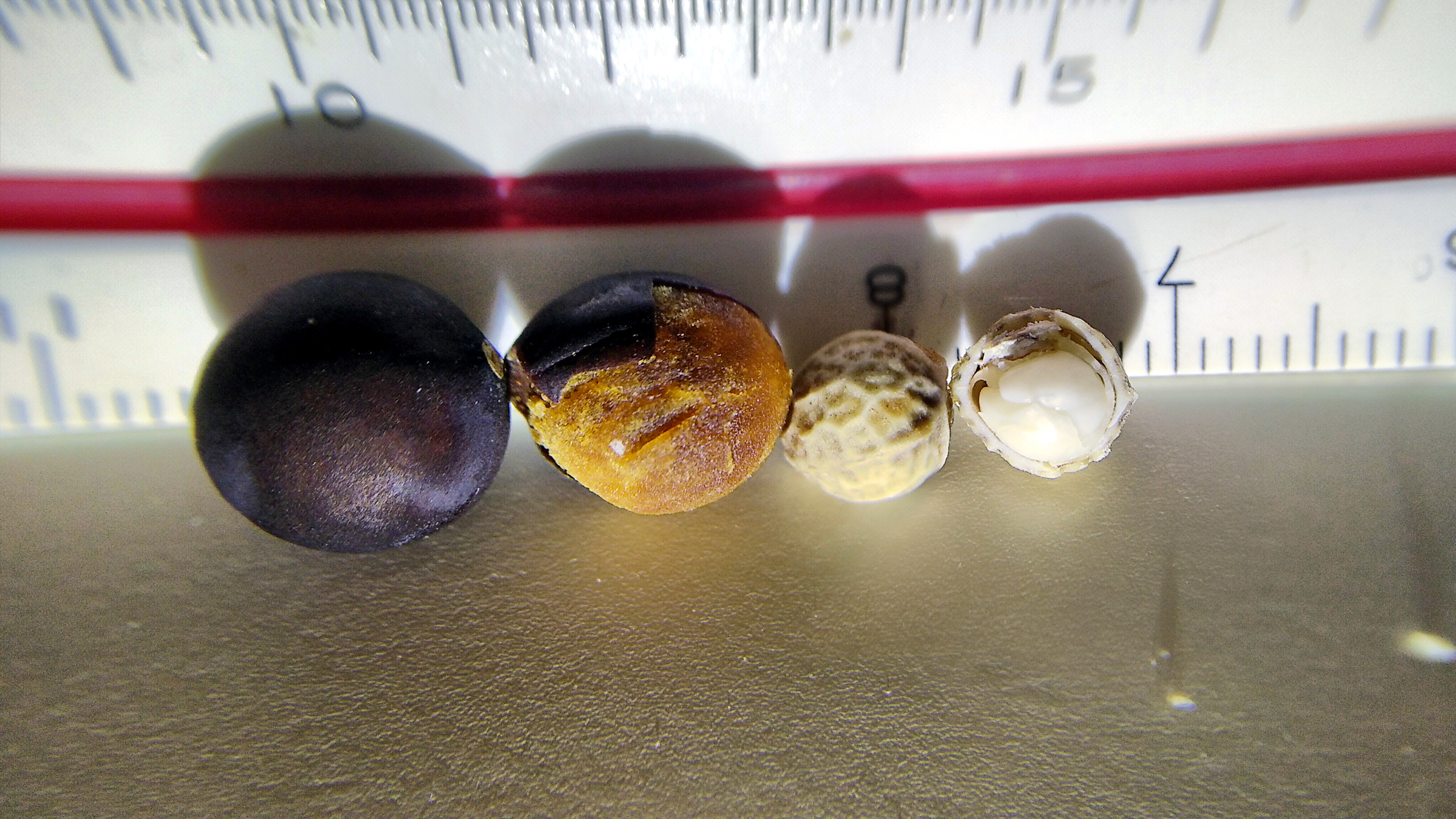
Schnitt durch Frucht und Kern

## Verbreitung und Standortansprüche

Verbreitung des Europäischen Zürgelbaums
Natürliche Verbreitung× Isolierte Populationen
▲ Eingeführte und verwilderte Vorkommen (synanthropisch)

Das natürliche Verbreitungsgebiet liegt in Europa in Portugal, in Spanien mit den Balearen, in Frankreich mit Korsika, in Italien (mit Sardinien und Sizilien) und auf der Balkanhalbinsel von Slowenien bis Griechenland; in Afrika in Algerien, Marokko und Tunesien und in der Türkei. In der Schweiz, auf Zypern, in Israel, im Libanon, in Syrien, in Australien und in Kalifornien wurde die Art eingebürgert.
Der Europäische Zürgelbaum wächst in Steppen und Trockenwäldern auf mäßig trockenen bis frischen, schwach sauren bis alkalischen, sandig-lehmigen bis lehmigen, nährstoffreichen Böden an sonnigheißen Standorten. Die Art ist frostempfindlich und kalkliebend. Das Verbreitungsgebiet wird der Winterhärtezone 6b zugeordnet mit mittleren jährlichen Minimaltemperaturen von −20,5 bis −17,8 °C (−5 bis 0 °F).

## Systematik
Der Europäische Zürgelbaum (Celtis australis) ist eine Art der Gattung der Zürgelbäume (Celtis) in der Familie der Hanfgewächse (Cannabaceae). Früher wurde die Art der Familie der Ulmengewächse (Ulmaceae) zugerechnet. Sie wurde 1753 von Carl von Linné im Species Plantarum erstmals wissenschaftlich beschrieben. Der Gattungsname Celtis stammt aus dem Lateinischen, Celthis oder Celtis wurde von Plinius ein in Afrika vorkommendes Gewächs genannt, wahrscheinlich die hier beschriebene Art Celtis australis. Das Artepitheton australis stammt ebenfalls aus dem Lateinischen und bedeutet südlich. Das Wort leitet sich von Auster, dem lateinischen Wort für einen Südwind ab.

## Ökologie
Die Raupen des Zürgelbaumfalters (Libythea celtis) ernähren sich von den Blättern verschiedener Zürgelbaum-Arten, in Europa hauptsächlich von denen des Europäischen Zürgelbaums.

## Verwendung
Das Holz des Europäischen Zürgelbaums ist hart und elastisch. Es wurde zur Herstellung von Musikinstrumenten, Wagenrädern, Rudern, Angelruten und Peitschenstielen verwendet. Der Baum wird daher in manchen Gegenden auch als „Peitschenbaum“ bezeichnet. Die Früchte des Zürgelbaums werden in Südtirol für Süßspeisen und in Backwaren verwendet. Die Früchte werden dort „Zürgeln“ genannt, auch der deutsche Name Zürgelbaum stammt aus Südtirol. In Mitteleuropa ist die Art nicht völlig winterhart, sie wird daher nur in wärmebegünstigten Gegenden in Parks und Gärten als Zierpflanze, seltener auch als Straßenbaum verwendet.

## Trivialnamen
Für den Europäischen Zürgelbaum bestehen bzw. bestanden auch die weiteren deutschsprachigen Trivialnamen: Bohnenbaum, Nesselbaum, Zirgelbaum, Zirkelbaum und Zürgelbaum (bereits 1597 erwähnt).